# ドメニコ・フェッティ

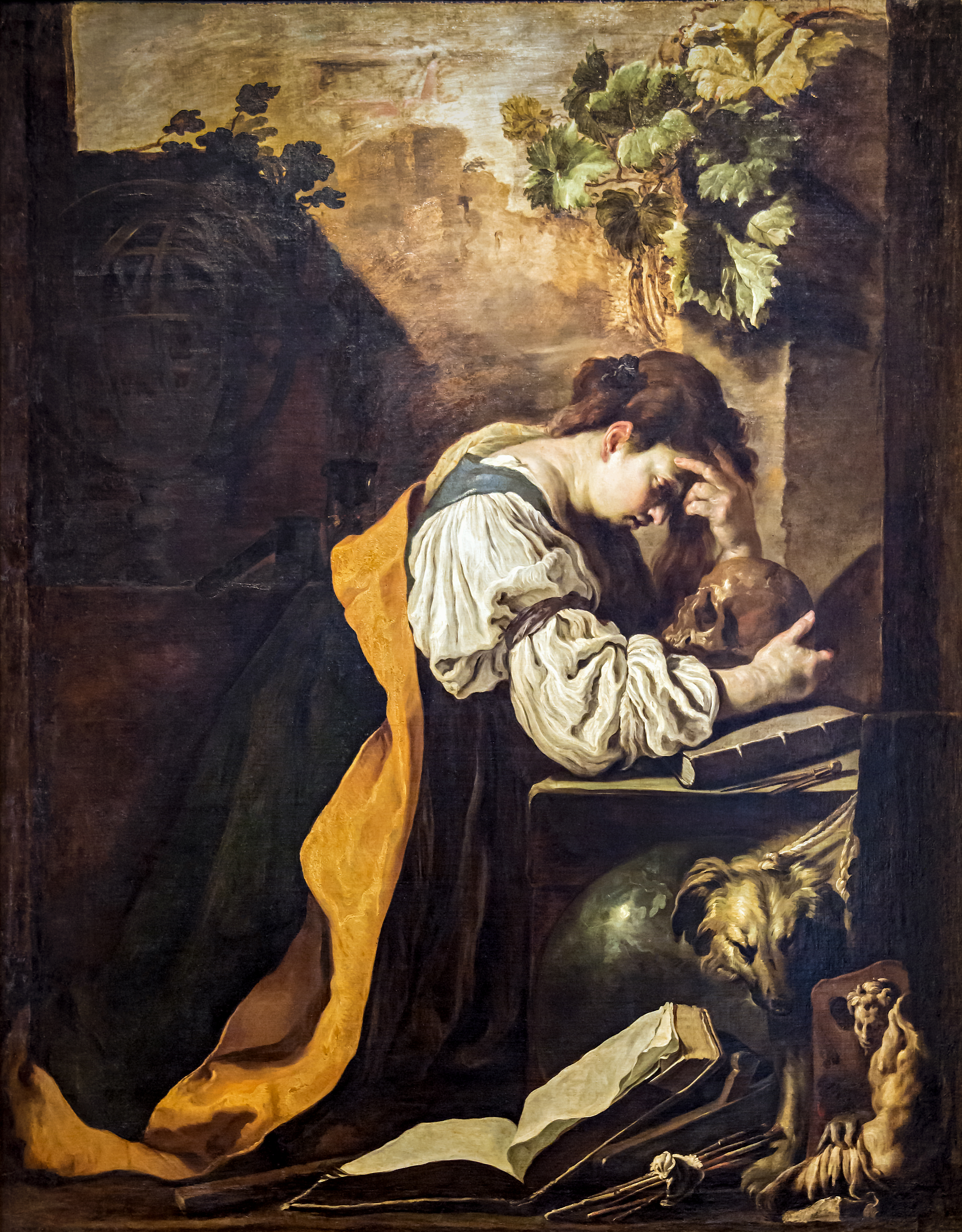
「瞑想」1618年、アカデミア美術館 (ヴェネツィア) 蔵。

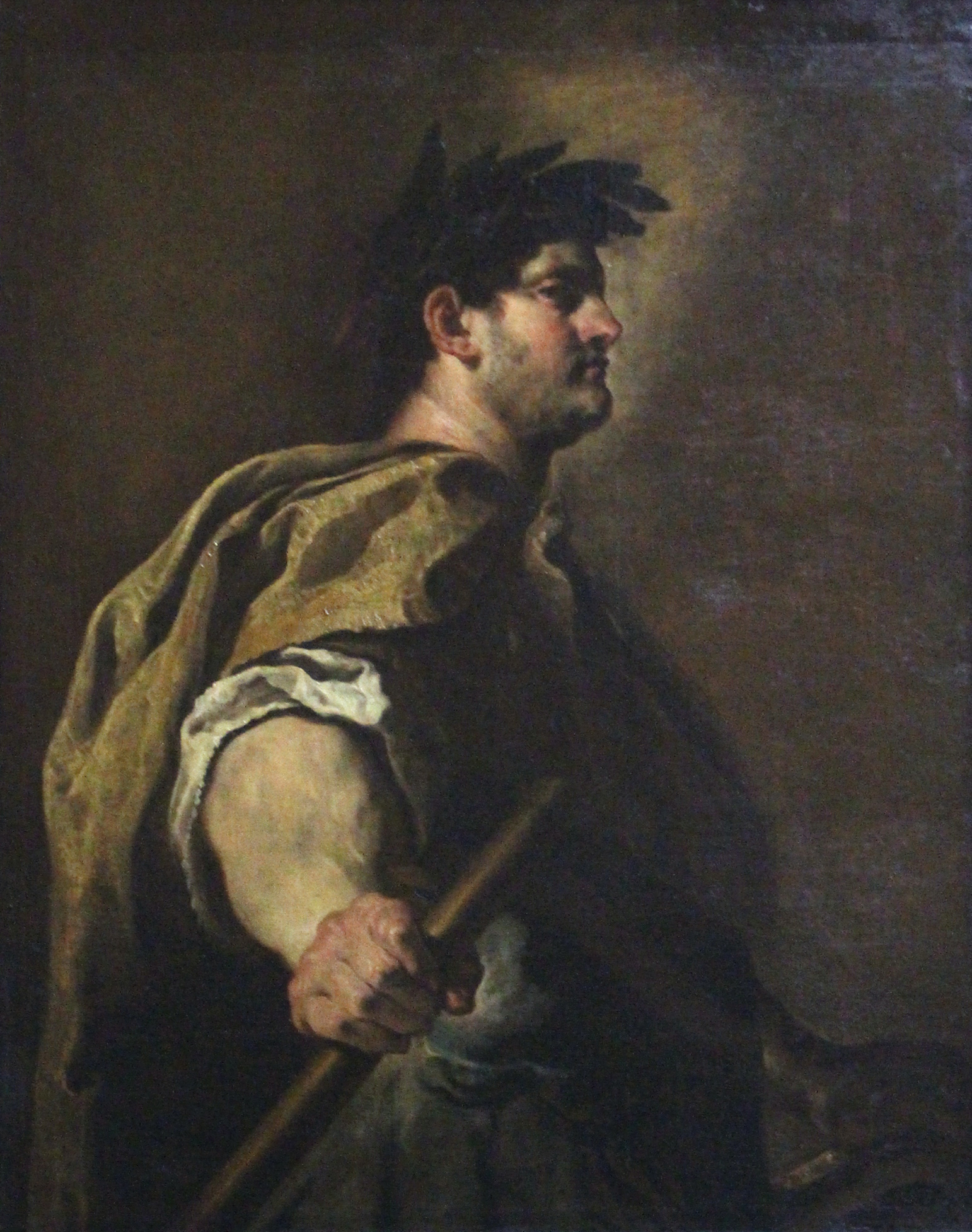
「皇帝ドミティアヌス」（Empereur Domitien）1610年代、ルーヴル美術館蔵。

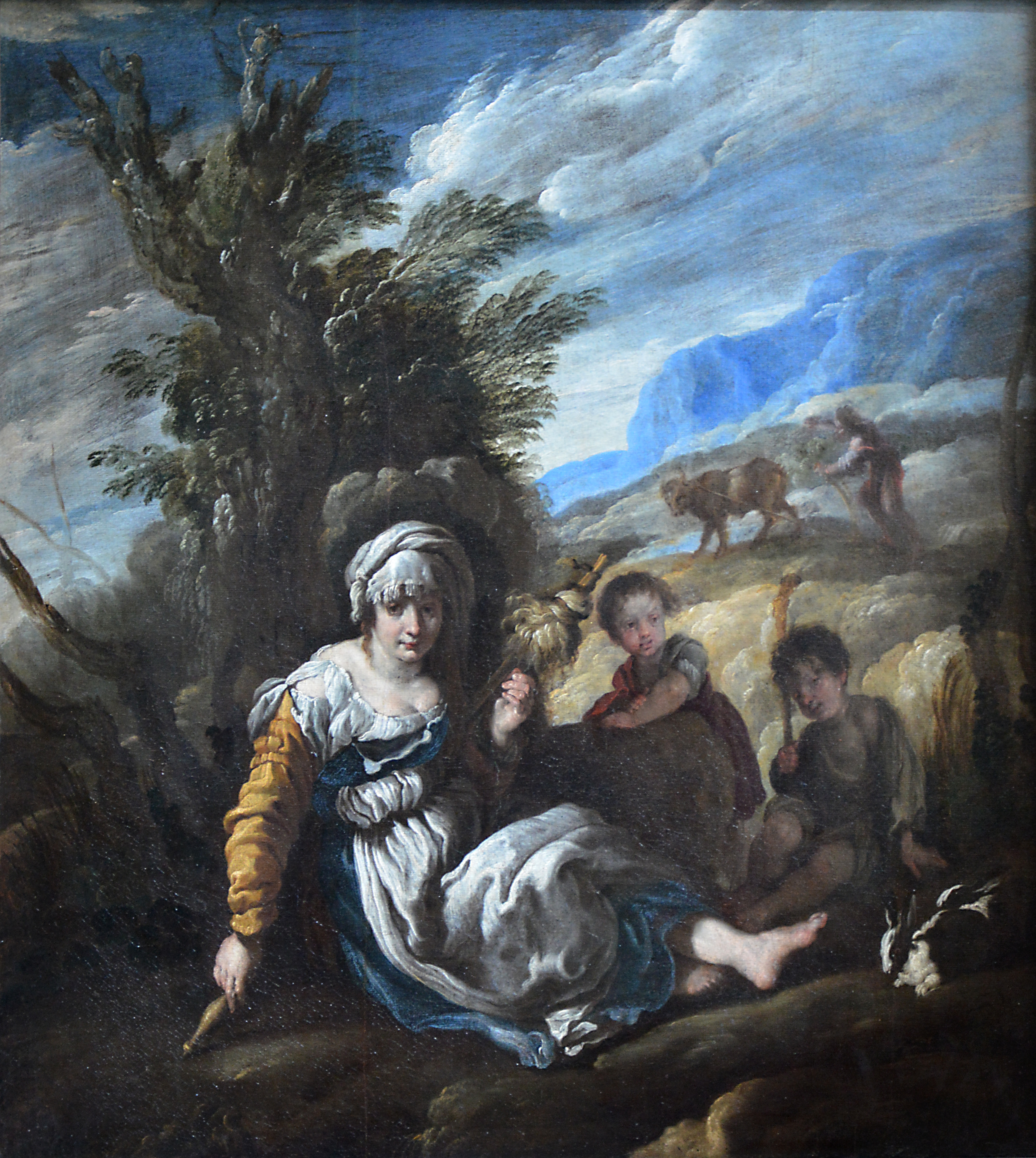
「創世時代 - 紡ぐイブと耕すアダム」（Le Premier Âge, Ève filant et Adam labourant、ルーヴル美術館蔵。

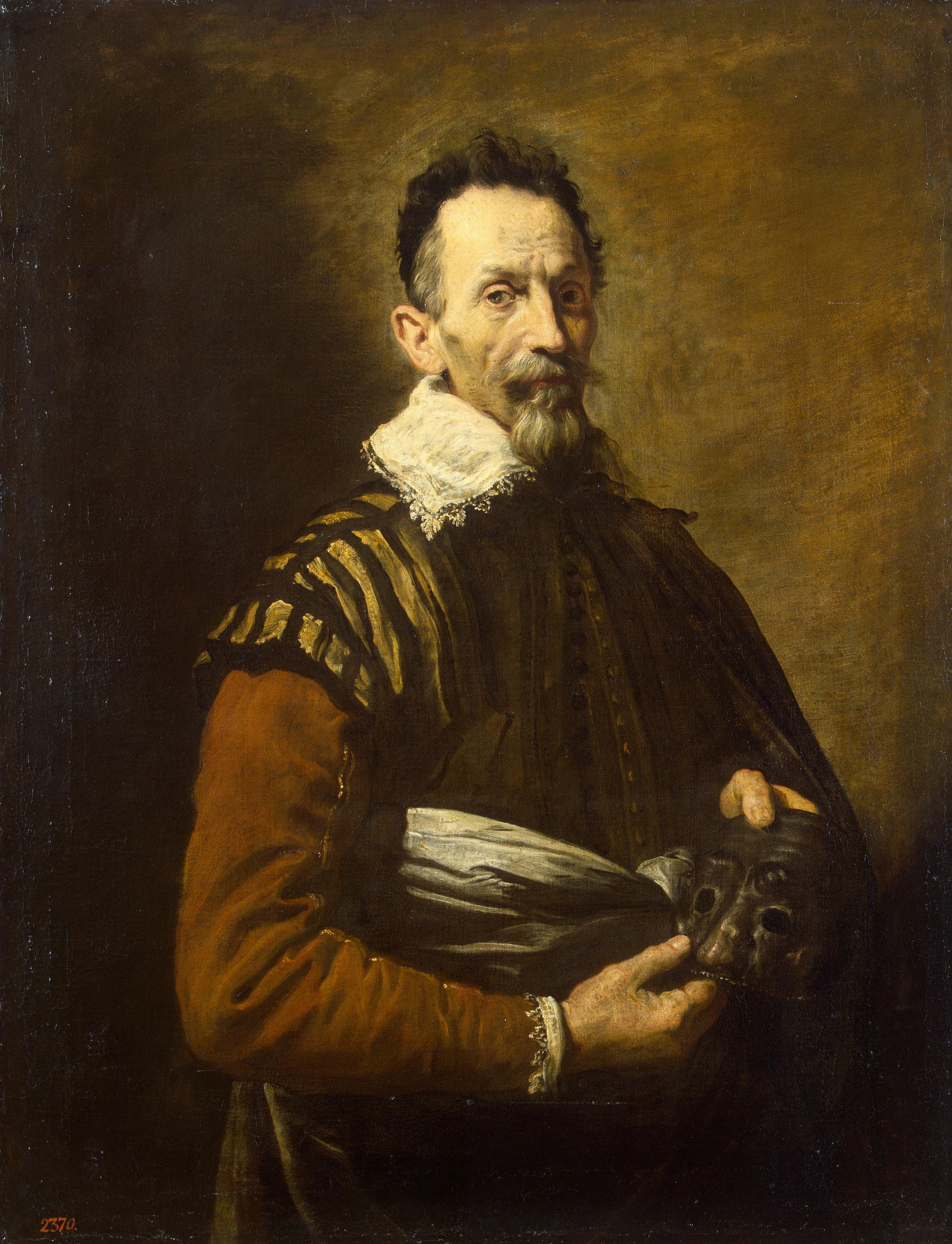
「俳優の肖像」1621年 - 1622年頃、エルミタージュ美術館蔵。

ドメニコ・フェッティ（Domenico Fetti、姓はフェティ (Feti) とも、1589年頃 - 1623年）は、バロック時代のイタリアの画家で、おもにローマや、マントヴァ、ヴェネツィアで活動した。

## 経歴
今では詳しいことが分からない画家ピエトロ・フェッティ (Pietro Fetti) の息子として生まれたドメニコは、最初はルドヴィコ・チーゴリ、ないしその弟子のアンドレア・コモーディの下へ徒弟に出され、1604年から1613年にかけてローマで修行した。次いで、1613年から1622年までマントヴァで、枢機卿で後にマントヴァ公爵となった公爵フェルディナンド1世・ゴンザーガの庇護を受けた。この間、マントヴァのドゥカーレ宮殿に、「パンと魚の奇跡」を描いた。フェッティが、パトロンであった枢機卿の書斎（ステュディオーロ、studiolo）のために描いた、新約聖書に語られる寓話にまつわる連作は、特に評判となり、彼の工房では同じような構図による制作がしばしば繰り返された。
1622年の8月ないし9月、マントヴァの一部の有力者たちの諍いを起こしたことを契機に、フェッティはヴェネツィアへ移ったが、当時17世紀初期のヴェネツィアは、パルマ・イル・ジョーヴァネをはじめ、ティントレットやヴェロネーゼの後継者たちに代表されるマニエリスム系の諸様式が全盛であった。1620年代から1630年代には、そこに3人の他所者、すなわちフェッティと、彼より若い競争相手となったベルナルド・ストロッツィ、ヨハン・リス（ヤン・リス）が、ローマ＝バロック様式の最初の息吹を吹き込んだ。彼らはヴェネツィアの豊かな色彩を取り入れたが、それをカラヴァッジオの影響を受けた写実主義と記念碑的描写に結びつけた。
マントヴァに帰還するようマントヴァ公爵から懇願されたにもかかわらず、フェッティはヴェネツィアに留まり、様式を変えてより色彩豊かな作品を描くようになった。さらに、風俗画の作風を宗教的場面に持ち込んだ、より小さな作品の制作に注力するようになった。新約聖書の中の場面を描いた「寓話」の連作は、ドレスデンのアルテ・マイスター絵画館に収蔵されている。フェッティは、レオナールト・ブラーメルに影響を与えた。
フェッティの作風は、ルーベンスの影響を受けているように見て取れる。フェッティは1623年ないし1624年に死去したが、もしもっと長生きしていたとしても、おそらくはヴェネツィアで有力者の庇護を受け続けることができたであろう。同時期にヴェネツィアへ来た、フェッティよりも8歳若かったヨハン・リスは、1629年から1630年の疫病の最中で没した。その後、フェッティの作風の影響を受けたのは、ヴェネツィア出身のピエトロ・デラ・ヴェッキアやセバスティアーノ・マッツォーニであった。マントヴァにおいてフェッティの弟子だった者の中には、イル・ビゴラーロ (il Bigolaro) として知られたフランチェスコ・ベルナルディや、ディオニシオ・グエリ (Dionisio Guerri) らがいた。フェッティは、妹のルクリーナにも絵画の描き方を教えたが、彼女の作品はしばしばフェッティ本人の作とされることがある。

## 代表作
フェッティの代表作には、次のようなものがある。
- 「善きサマリア人」The Good Samaritan（メトロポリタン美術館、ニューヨーク）
- 「メランコリア」Melancholy（ルーヴル美術館、パリ）
- 「皇帝ドミティアヌス」Emperor Domitian（ルーヴル美術館、パリ）
- 「創世時代 - 紡ぐイブと耕すアダム」Eve and Laboring Adam（ルーヴル美術館）
- 「庭園の天使」Angel in the Garden（ルーヴル美術館）
- 「ヤコブの夢」Jacob's Dream（美術史美術館、ウィーン）
- 「俳優の肖像」Portrait of an Actor（エルミタージュ美術館、サンクトペテルブルク）

## ギャラリー

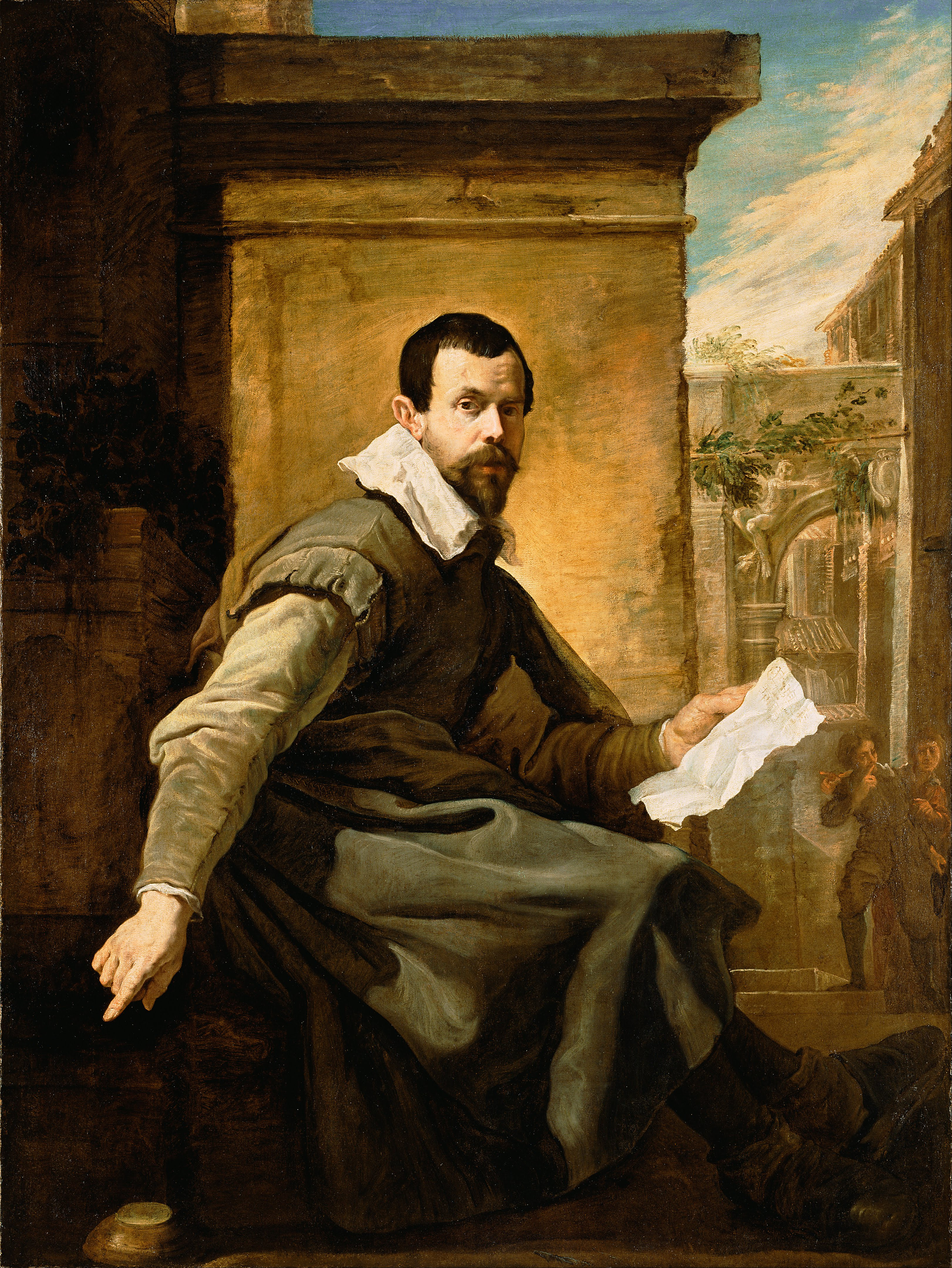
「楽譜を持つ俳優の肖像」（英語: Portrait of a Man with a Sheet of Music）1620年ころ、J・ポール・ゲティ美術館蔵。
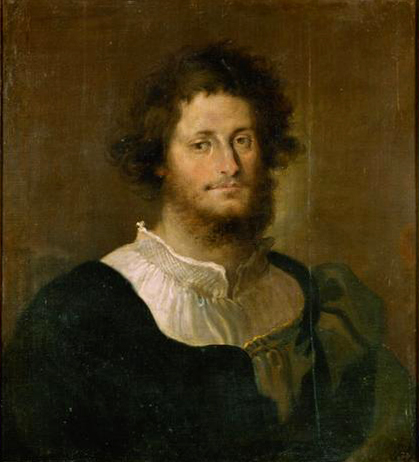
「理想化されたゴンザーガの肖像」（英語: Ideal Portrait of Gonzaga）、1620年ころ。
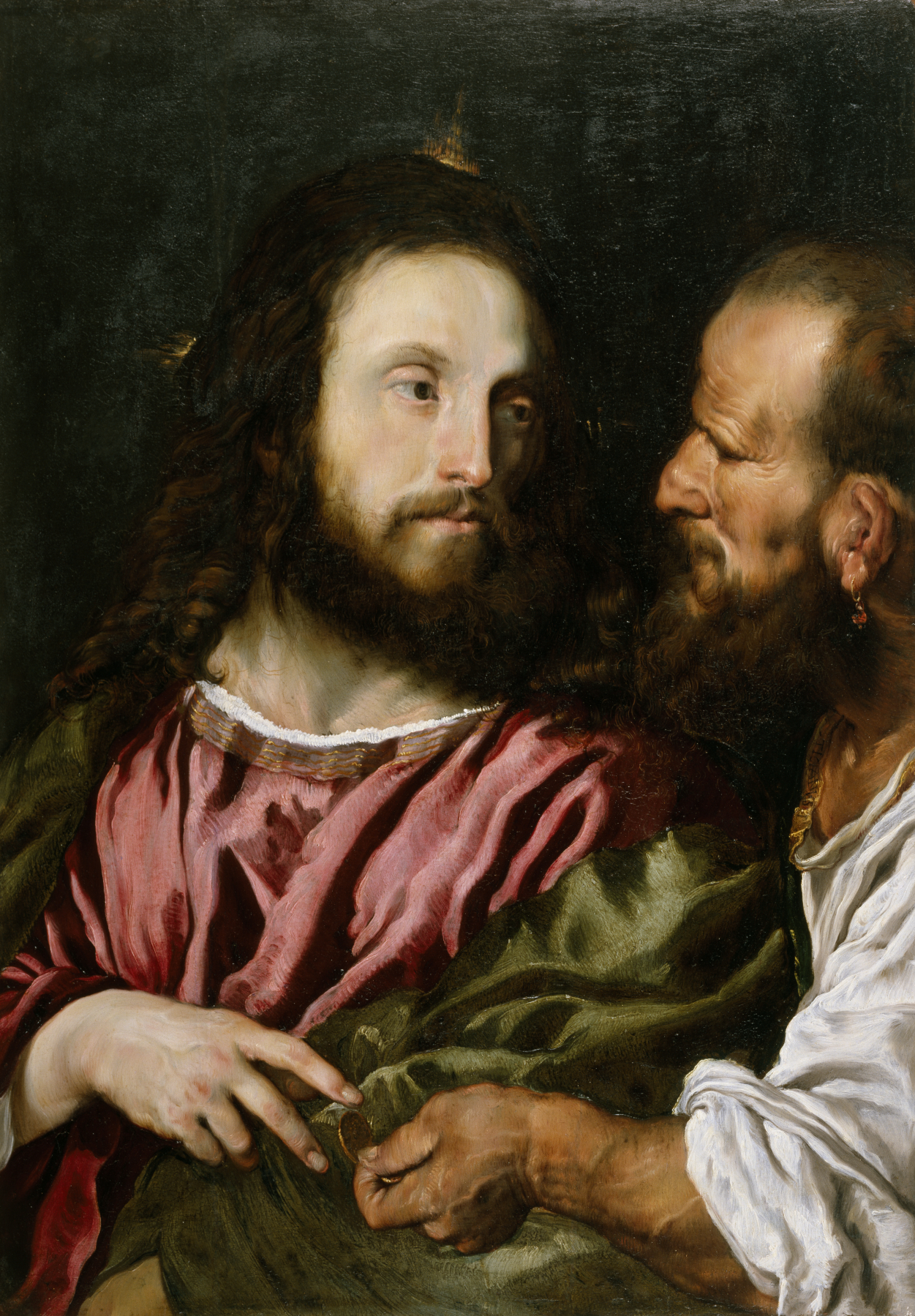
「キリストと献金」（英語: Christ and the Tribute Money）1618年-1620年ころ、ウォルターズ美術館蔵。
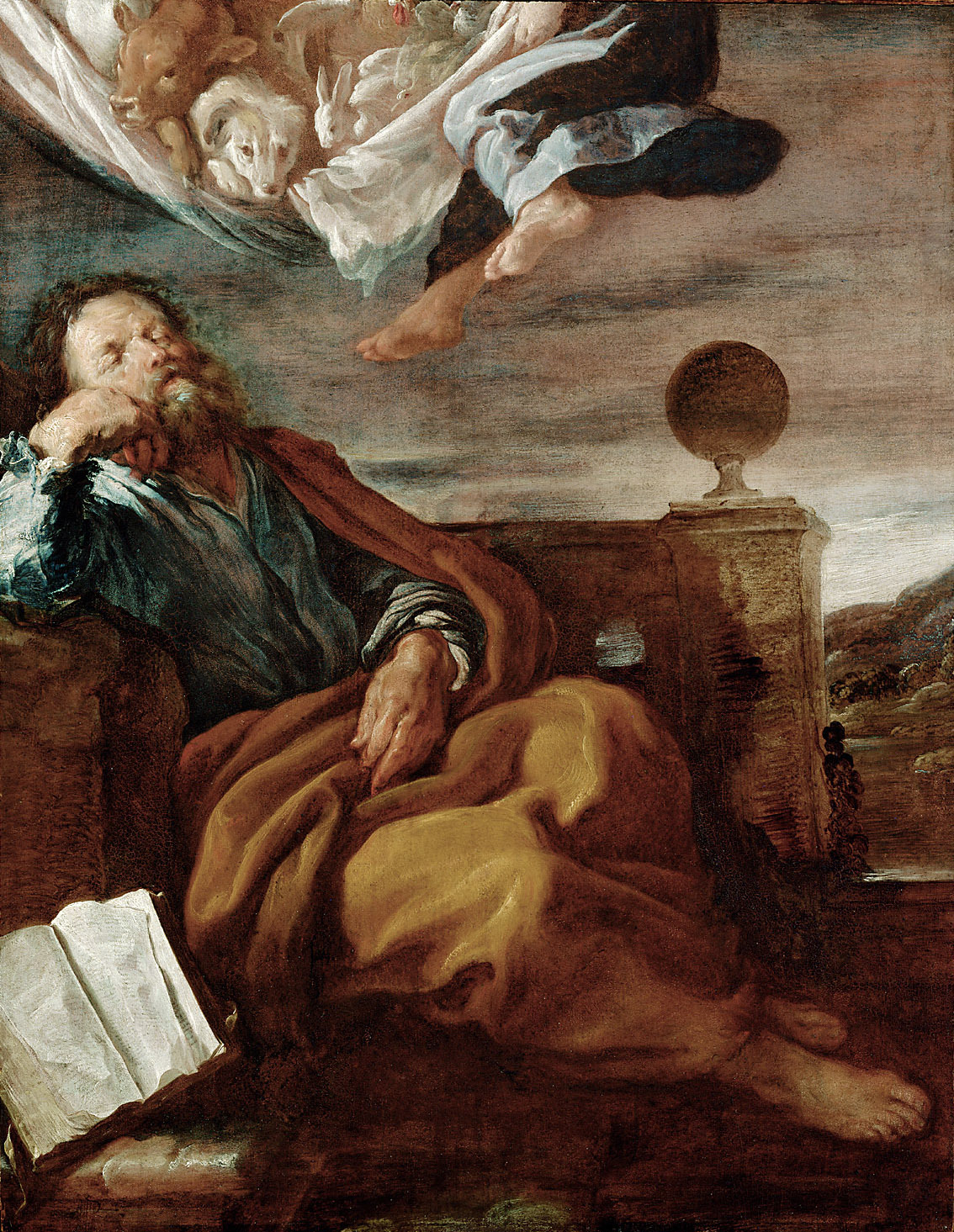
「動物の入った布の夢を見るペテロ」（英語: Peter's vision of a sheet with animals）1619年ころ、美術史美術館蔵。
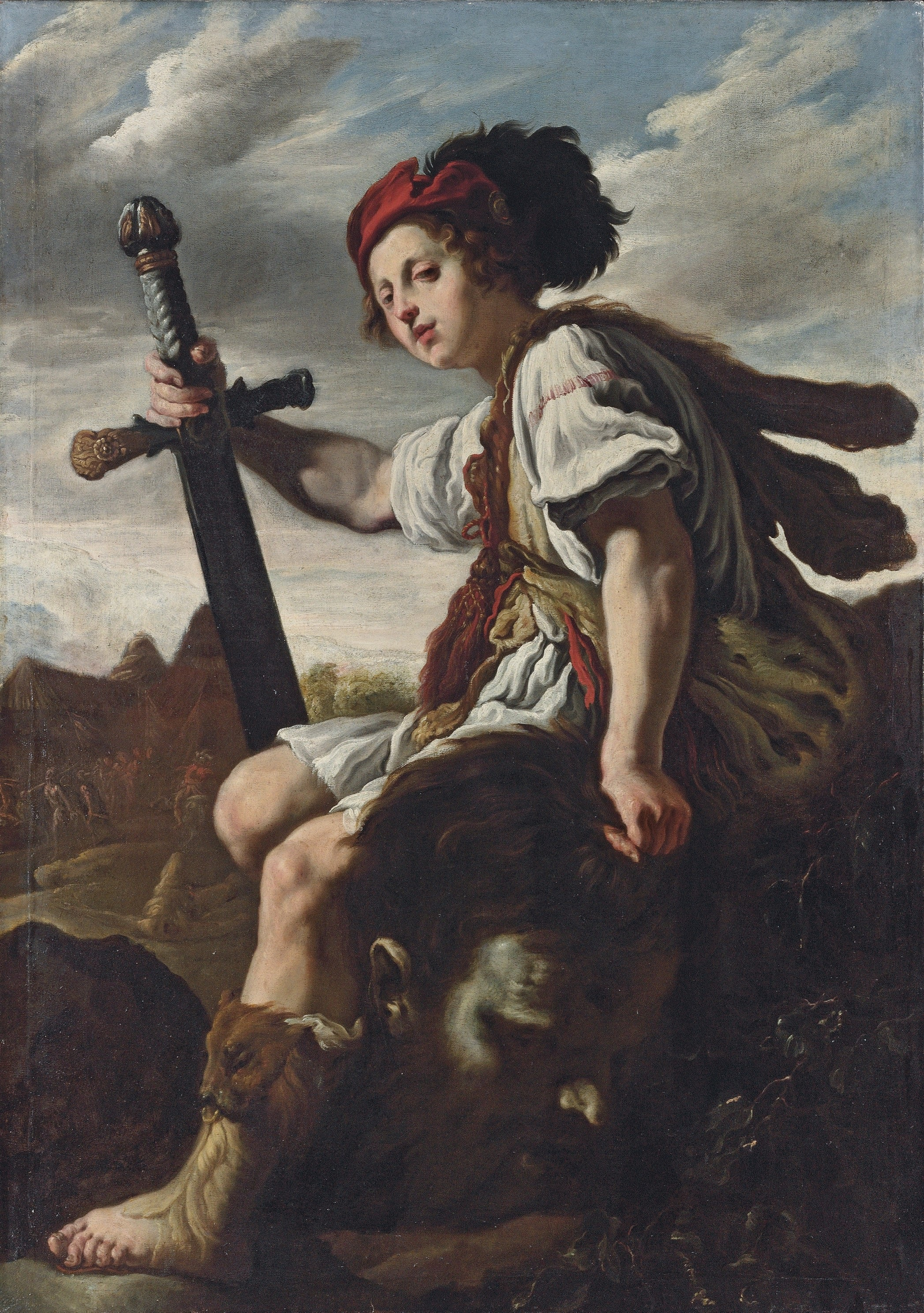
「ゴリアテの首を持つダビデ」（英語: David with the Head of Goliath）1610年-1620年ころ。
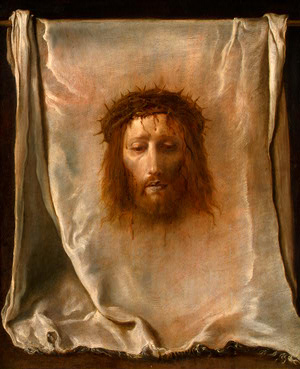
「ベロニカのベール」（英語: Veronica's Veil）1618年-1622年ころ、ナショナル・ギャラリー (ワシントン)蔵。
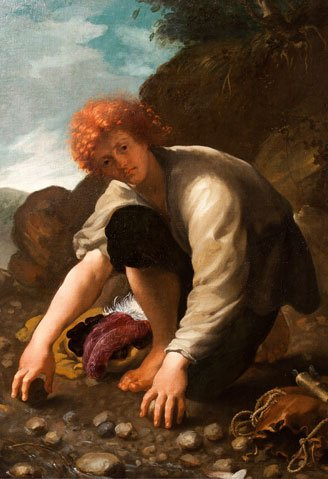
「投石のために石を集める若きダビデ」（英語: The Young David Gathering Stones for his Slingshot。
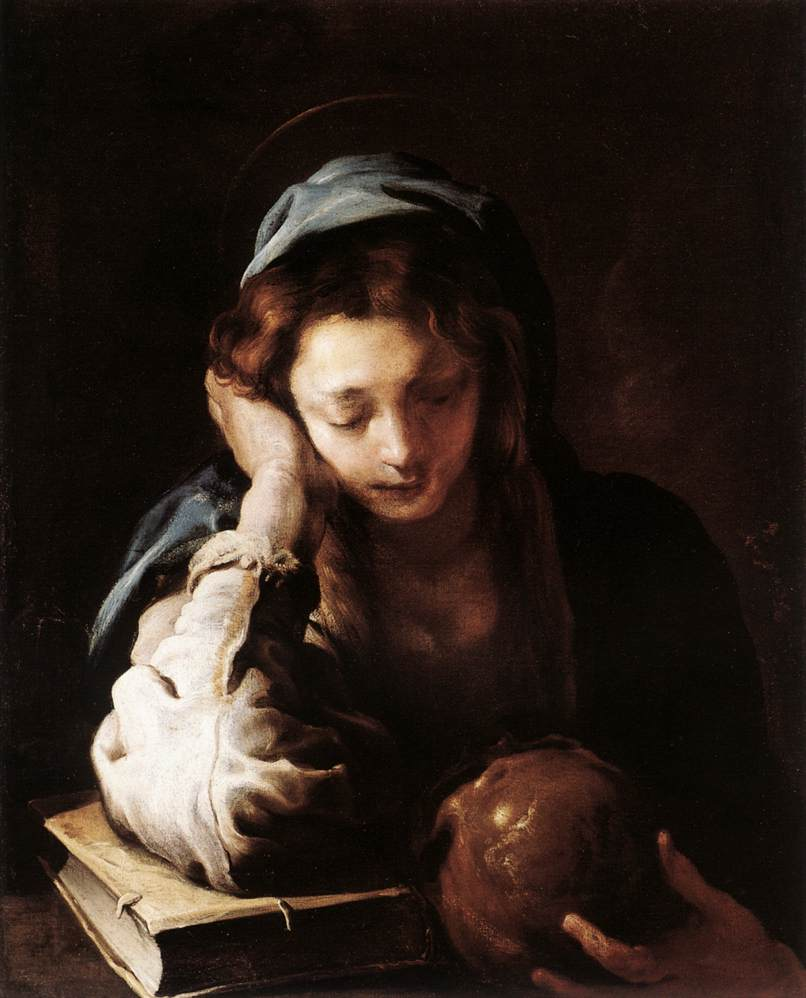
「改悛のマグダラのマリア」（英語: The Repentant St Mary Magdalene）1617年-1621年ころ、ドーリア・パンフィーリ美術館蔵。